# Parafia Miłosierdzia Bożego w Bobowicku
Parafia pw. Miłosierdzia Bożego w Bobowicku – rzymskokatolicka parafia w Bobowicku, należąca do dekanatu Pszczew, diecezji zielonogórsko-gorzowskiej, metropolii szczecińsko-kamieńskiej w Polsce. Erygowana 24 czerwca 1987 roku.

## Historia parafii
Parafia pw. Miłosierdzia Bożego w Bobowicku powstała z podziału parafii św. Jana Chrzciciela w Międzyrzeczu. Kościół parafialny budowany był w latach 1985–1987, a konsekrowany w 1989 roku. W prezbiterium znajduje się obraz Miłoserdzia Bożego, kopia obrazu wileńskiego, namalowanego przez prof. Koka w 1992 roku, poświęcony 18 kwietnia 1993 roku.

## Miejsca kultu

### Kościół parafialny
- Kościół pw. Miłosierdzia Bożego w Bobowicku

### Kościoły filialne
Parafia ma również 2 kościoły filialne:
- Kościół Podwyższenia Krzyża Świętego w Międzyrzeczu (Obrzycach) – zbud. 1904 r., pośw. 1904 r., odpust: 14 września
- Kościół św. Siostry Faustyny w Żółwinie – nowy kościół zaadaptowany z budynku mieszkalnego, wybudowany w latach 2004–2005, konsekrowany przez bp Adama Dyczkowskiego 5 października 2005 roku;  odpust: 5 października

## Proboszczowie
- ks. Włodzimierz Lange – 1987–1992
- ks. Tadeusz Kulczyk – 1992–1996
- ks. Andrzej Tymczyj – 1996–2001
- ks. Andrzej Kugielski – od 2001